# جيوفاني سالا
جيوفاني سالا (بالإيطالية: Giovanni Sala)‏ هو متسابق دراجات نارية إيطالي، ولد في 23 نوفمبر 1963 في بيرغامو في إيطاليا.